# Passungsrost

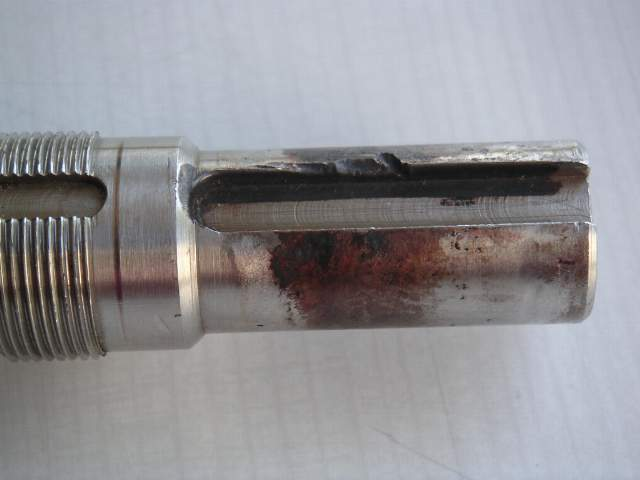
Passungsrost auf einer Stahlwelle mit Passfedernut

Als Passungsrost bezeichnet man im Maschinenbau eine Verschleißerscheinung, die auf Reibkorrosion und Tribooxidation zurückzuführen ist.
Die Ursache für Passungsrost sind Mikrogleitbewegungen im hochbelasteten Kontakt zweier Bauteile, die häufig bei zu geringem Übermaß auftreten. Passungsrost wird zudem durch Mangelschmierung begünstigt, entsteht also häufig bei Grenz- oder Mischreibungszuständen. Außerdem trägt Schwingungsbeanspruchung stark zur Bildung von Passungsrost bei, weshalb diese Verschleißerscheinung üblicherweise in die Kategorie Schwingungsverschleiß eingeteilt wird. Dementsprechend stoppt die tribochemische Reaktion, die zur Bildung von Passungsrost führt, sofort, wenn die Schwingungszufuhr unterbrochen wird. Im Kontakt zweier Stahloberflächen, wie er im klassischen Maschinenbau sehr häufig auftritt, kommt es zunächst zur Bildung von rötlichen Eisenoxiden (Fe2O3), die sich unter Umwandlung zu Fe3O4 schwarz verfärben können. Für die Bildung von Passungsrost ist es jedoch ausreichend, wenn einer der Kontaktpartner eisenhaltig ist. So tritt Passungsrost zum Beispiel auch im Kontakt Stahl/Bronze sowie bei einigen weiteren Werkstoffpaarungen auf.
Die Reibkorrosion tritt vor allem bei Welle-Nabe-Verbindungen im Bereich des klassischen Maschinenbaus auf, wo sie zu einer herabgesetzten Bauteilfestigkeit führt. Beispiele hierfür sind Lagersitze auf einer Welle oder in einem Gehäuse, Sitze von Zahnrädern auf einer Welle oder Passfederverbindungen aller Art. Bei letzteren begünstigt insbesondere Reversierbetrieb, das heißt häufigere Drehrichtungsumkehr, die Reibkorrosion und damit die Entstehung von Passungsrost.
Die beste konstruktive Maßnahme zur Vorbeugung von Passungsrost ist es, einen ausreichenden Festsitz vorzusehen. Herkömmliche Schmierstoffe eignen sich hingegen meist nicht, um Passungsrost zu unterbinden, da diese bei den oszillierenden Reibbewegungen keine ausreichende Schmierleistung erbringen. Aus diesem Grund kommen vor allem fettähnliche helle, meist weiße Pasten, die Festschmierstoffpartikel enthalten, oder spezielle Beschichtungen zum Einsatz.